# Тимчасове виконання обов'язків президента Росії
Порядок виконання повноважень президента Російської Федерації в передбачених законом випадках неможливості виконання ним своїх обов'язків:

## 10 липня1991—12 січня1993
Президент — віцепрезидент
«У разі відмови Президента РРФСР від посади, відставки президента РРФСР, неможливості подальшого здійснення ним своїх повноважень, а також у разі смерті президента РРФСР повноваження президента РРФСР виконує віце-президент РРФСР.» (Стаття 121-11 Конституції РРФСР в редакції від 24 травня 1991)
Єльцин — Руцькой.

## 12 січня—25 грудня1993
Президент — віцепрезидент — прем'єр — спікер
«У разі неможливості виконання повноважень Президента Російської Федерації віцепрезидентом Російської Федерації вони переходять послідовно до Голови Ради Міністрів Російської Федерації, Голові Верховної Ради Російської Федерації.» (Додаток до статті 121-11 Конституції РФ — Росії (РРФСР) в редакції від 9 грудня 1992, яка набрала чинності 12 січня 1993)
Єльцин — Руцькой — Черномирдін — Хасбулатов
Примітки:
1. Указом Президента РФ Б. М. Єльцина від 1 вересня 1993 року О. Руцькой тимчасово відсторонений від посади віце-президента. Але Верховна Рада призупинила дію указу до вирішення справи в Конституційному Суді.
2. Указом Б. М. Єльцина № 1400 від 21 вересня 1993 З'їзд народних депутатів і Верховна Рада Російської Федерації розпущені, відповідно повноваження Р. Хасбулатова згідно з цим указом припинені.
3. 21 вересня 1993 Конституційний Суд Російської Федерації виносить висновок про неконституційність указу Президента про розпуск З'їзду і парламенту, Верховна Рада приймає рішення про припинення повноважень Президента Єльцина з моменту видання указу № 1400 і переводить їх до віце-президента О. В. Руцького згідно ст . 121-6 і 121-11 Конституції. 22 вересня Руцькой приніс присягу в якості в.о. Президента Російської Федерації.
4. Указом Б. М. Єльцина від 3 жовтня 1993 року О. Руцькой звільнений з посади віце-президента Російської Федерації. Однак, згідно зі статтею 121. 10 діючій Конституції, віце-президент міг бути усунутий з посади лише З'їздом народних депутатів на підставі висновку Конституційного суду. 4 жовтня Руцькой і Хасбулатов заарештовані.
- Детальніше — див. Розпуск З'їзду народних депутатів і Верховної Ради Російської Федерації та Руцькой, Олександр Володимирович

5. 25 грудня 1993 року вступила в силу прийнята на всенародному голосуванні Конституція Російської Федерації, яка скасувала пост віце-президента, а також З'їзд народних депутатів та Верховну Раду.

## Чинне законодавство
Президент — Голова Уряду
«в разі відставки Президента Російської Федерації, неможливості подальшого здійснення ним своїх повноважень, а також у разі смерті Президента Російської Федерації повноваження Президента виконує Голова Ради Міністрів — Уряду Російської Федерації»
(указ Президента РФ від 3 жовтня 1993 року № 1576)
«У всіх випадках, коли Президент Російської Федерації не в змозі виконувати свої обов'язки, їх тимчасово виконує Голова Уряду Російської Федерації.»
(Стаття 92 Конституції РФ)
- 3 жовтня 1993 — 5 листопада 1996 Єльцин — Черномирдін.
- 5 листопада 1996 — 6 листопада 1996 (Єльцин знаходиться на операції) — Черномирдін.
- 6 листопада — 23 березня 1998 Єльцин — Черномирдін.
- 23 березня 1998 — 23 серпня 1998 Єльцин — Кірієнко (затверджений 24 квітня).
- 23 серпня 1998 — 11 вересня 1998 Єльцин — (Голова уряду — в.о Черномирдін В.С).
- 11 вересня 1998 — 12 травня 1999 Єльцин — Примаков.
- 12 травня 1999 — 9 серпня 1999 Єльцин — Путін (затверджений 8 серпня).
- 31 грудня 1999 — 7 травня 2000 Путін (в.о.)
- 7 травня 2000 — 22 лютого 2004 Путін — Касьянов
- 22 лютого 2004 — 9 березня 2004 Путін — Христенко (в.о.)
- 9 березня 2004 — 14 вересня 2007 Путін — Фрадков
- 14 вересня 2007 — 7 травня 2008 Путін — Зубков
- 7 травня 2008 — 8 травня 2008 Медведєв — Зубков
- 8 травня 2008 — 7 травня 2012 Медведєв — Путін
- 8 травня 2012 — 16 січня 2020 Путін — Медведєв
- 16 січня 2020 — т.ч. Путін — Мішустін

## Конституційна прогалина
У Конституції прямо не вказано, хто повинен здійснювати повноваження Президента в разі, якщо голову Уряду не призначено або він не в змозі виконувати свої обов'язки. Проте, цю прогалину деякою мірою можна компенсувати федеральним конституційним законом «Про Уряд Російської Федерації», стаття 8 якого говорить:
|                                                                                     | в разі тимчасової відсутності Голови Уряду Російської Федерації його обов'язки виконує один із заступників Голови Уряду Російської Федерації відповідно до письмово оформленого розподілу обов'язків. |
| — ст. 8 федерального конституційного закону N 2-ФКЗ «Про Уряд Російської Федерації» | |

Відповідно, якщо виходити з того, що виконання обов'язків Президента в екстрених випадках є однією з безпосередніх посадових обов'язків Голови Уряду, а його заступники мають повноваження виконувати всі його обов'язки в разі його відсутності, то обов'язки Президента повинно бути тимчасово покладено на одного із заступників Голови Уряду в порядку заміщення, встановленому розпорядженням Голови Уряду.
Однак, правомірність тимчасового виконання обов'язків Президента РФ заступниками Голови Уряду РФ є сумнівною, як з практичних, так і з теоретичних позицій. У новітній політико-правовій історії Росії зазначені прогалини ще не проявили себе.

## Порядок вищих посад
| Порядок           | Посада                                           |
| ----------------- | ------------------------------------------------ |
| 1-а особа держави | Президент Російської Федерації                   |
| 2-а особа держави | Голова Уряду Російської Федерації                |
| 3-я особа держави | Голова Ради Федерації                            |
| 4-а особа держави | Голова Державної Думи                            |
| 5-а особа держави | Голова Конституційного Суду Російської Федерації |
| 6-а особа держави | Голова Верховного Суду Російської Федерації      |
| 7-а особа держави | Генеральний прокурор Російської Федерації        |